# Ocrelizumab
L'ocrelizumab è un anticorpo monoclonale umanizzato che ha per bersaglio il cluster di differenziazione CD20 dei linfociti B; si tratta quindi di un farmaco immunosoppressore. L'epitopo a cui si lega l'ocrelizumab è strutturalmente sovrapposto all'epitopo a cui si lega un altro anticorpo monoclonale, il rituximab.
È stato approvato dalla Food and Drug Administration (FDA) nel marzo 2017 e della Agenzia europea per i medicinali (EMA) nel gennaio 2018 come trattamento della sclerosi multipla; è stato il primo farmaco in ordine di tempo il cui uso è stato approvato per il trattamento della forma primaria progressiva della sclerosi multipla. L'ocrelizumab è stato realizzato, prodotto e successivamente commercializzato con il nome di Ocrevus dall'azienda di biotecnologie Genentech.
La somministrazione dell'anticorpo è intravenosa dopo un'opportuna diluizione del farmaco; esso non deve essere somministrato sotto forma di iniezione rapida o di bolo.